# Nens sense nom
Nens sense nom (o Nines oblidades) és una sèrie d'obres de Modest Cuixart de sinistres composicions amb nines destrossades encolades amb tela. L'any 1963 es van exposar a la galeria René Metras i va provocar un gran impacte. Actualment algunes d'elles es troben exposades a la Fundació Cuixart —juntament amb disset obres representatives, especialment de l'època informalista que va viure a París— i a diverses col·leccions privades.

## Anàlisi
Nens sense nom es tracta d'una de les seves obres més representatives de Modest Cuixart i Tàpies amb la introducció del collage d'objectes treballats i transformats per l'artista. Aquesta sèrie tracta la seva peculiar visió del neodadaisme, del pop art i del nouveau réalisme. Totes les obres de la sèrie, malgrat la diferència de materials de suport, presenten trets comuns. Apareixen unes nines o nens petits amb els caps negres que simbolitzen el dolor per la Guerra Civil Espanyola, on van morir innocents com a tots els conflictes bèl·lics. Justament l'absència de nom ressalta aquest caràcter genèric, les víctimes poden ser qualssevol, no importa la seva identitat concreta sinó la seva qualitat de víctima.

## Exposicions rellevants
- 1963 - Galeria René Metras[1]
- 2004 - Museu d'Art de Girona[2]